# Taurinya
Taurinya (katalanisch Taurinyà) ist eine französische Gemeinde mit 327 Einwohnern (Stand 1. Januar 2022) im Département Pyrénées-Orientales in der Region Okzitanien. Sie gehört zum Arrondissement Prades und zum Kanton Le Canigou.

## Nachbargemeinden
Nachbargemeinden von Taurinya sind Prades im Norden, Clara-Villerach im Nordosten, Estoher im Osten, Valmanya im Südosten, Casteil im Süden, Vernet-les-Bains im Südwesten, Fillols im Westen sowie Codalet und Ria-Sirach  im Nordwesten.

## Bevölkerungsentwicklung
| Jahr      | 1962 | 1968 | 1975 | 1982 | 1990 | 1999 | 2013 |
| Einwohner | 326  | 242  | 225  | 215  | 248  | 307  | 328  |

## Sehenswürdigkeiten
- Kirche Saint-Fructueux in Taurinya

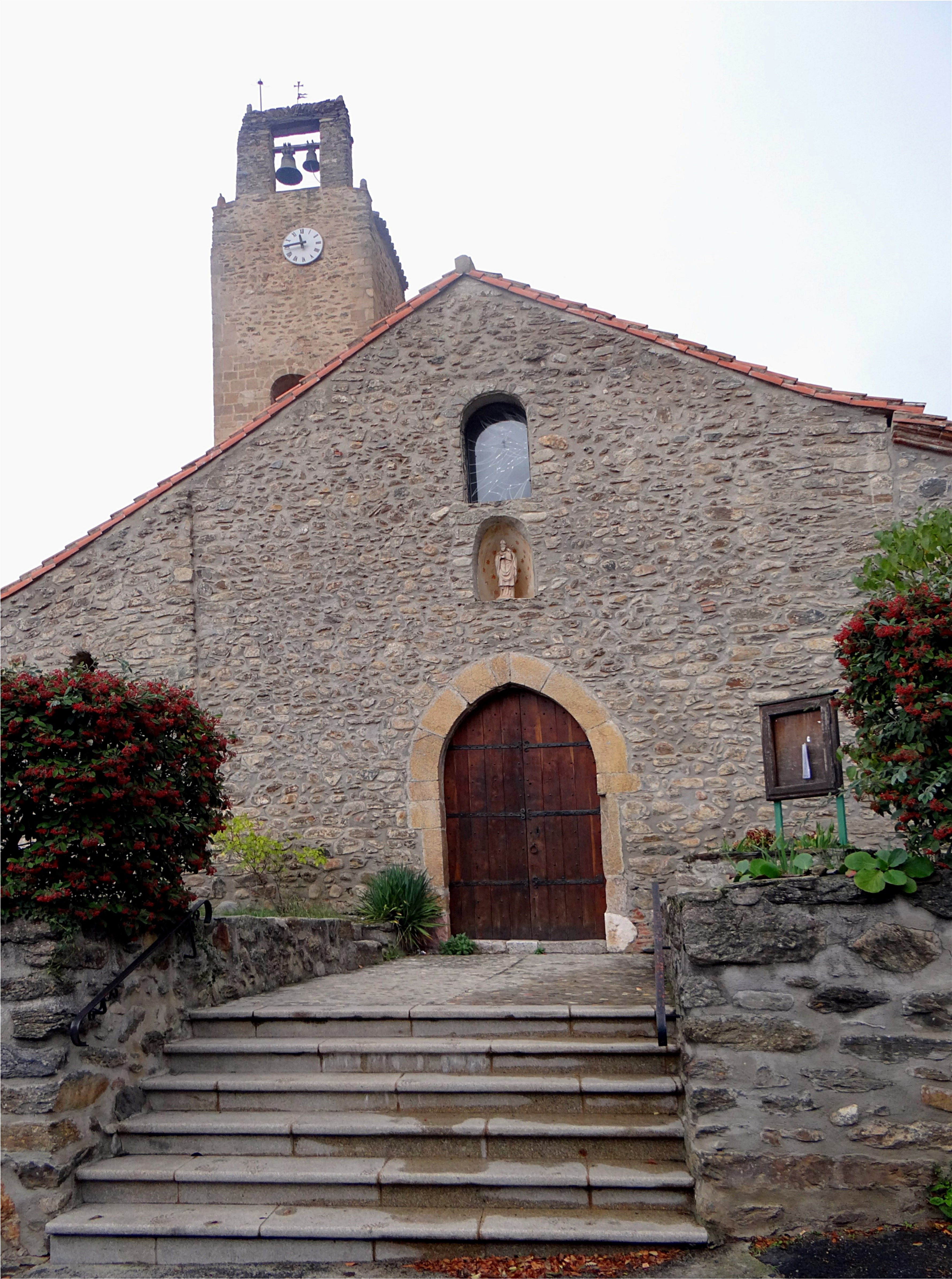
Kirche Saint-Fructueux

- Kirche Saint-Valentin in Corts